# Rafael Correa
Rafael Vicente Correa Delgado (n. 6 aprilie 1963, Guayaquil, Ecuador) este un politician ecuadorian, președinte actual al Ecuadorului (de la 15 ianuarie 2007). 
De profesie este economist. A fost educat în Belgia, Ecuador și SUA. În 2005 a deținut funcția de ministru de Finanțe a țării, iar în 2009 a fost reales în funcția de președinte. 